# STS–4
Az STS–4 volt a 4. amerikai űrrepülőgép-program és a Columbia űrrepülőgép 4. repülése. Az űrhajózás történetében először történt, hogy egy űrhajót – másik legénységgel – negyedszer is a világűrbe juttassanak, valamint visszahozzanak a Földre.

## Küldetés
A repülés elsődleges célja a teljes rendszer világűrkörülmények között történő további, utolsó tesztelése, illetve az Office of Space Science (OSS–1) kísérletsorozat végrehajtása.

## Jellemzői

### Első nap
1982. június 27-én a szilárd hajtóanyagú gyorsítórakéták (SRB) segítségével Floridából, a Cape Canaveral (KSC) Kennedy Űrközpontból, a 39A jelű indítóállványról emelkedett a magasba. Az orbitális pályája 90,3 perces, 28,5 fokos hajlásszögű, elliptikus pálya perigeuma 295 kilométer, az apogeuma 302 kilométer volt. Felszálló tömeg indításkor 109 617 kilogramm, műveleti tömege a pályán 94 776 kilogramm, leszálló tömeg 11 109 kilogramm. Szállított hasznos teher felszálláskor/leszállásnál11 109 kilogramm
A gyorsítást segítő, majd leváló és ejtőernyővel visszatérő szilárd hajtóanyagú rakéták, ejtőernyő hiba következtében a tengerbe merültek.
A raktér zárt és nyitott pozíciójában a meghatározott mérési, kutatási, kísérleti program végrehajtása, adminisztrálása. Gyakoroltak a beépített kanadai Canadarm (RMS) manipulátor karral. A manipulátor 50 méter kinyúlást biztosított (műholdak indítás/elfogása, belső- és külső munkák [kutatás, szerelések, mozgatás], hővédőpajzs külső ellenőrzése).

### Műszerek
1. Development Flight Instrumentation (DFI) – az űrsikló rendszereinek folyamatos ellenőrzésére (felszállás, orbitális mozgás, leszállás),
2. Aerodynamic Coefficient Identification Package (ACIP) – az űrsikló aerodinamikai tulajdonságait mérte a repülés ideje alatt,
3. Office of Space Science (OSS-1) – komplett műszerpark (szennyezettség, mikrometeorit, nyomásváltozás mérése, növényekre ható súlytalanság vizsgálata), a Föld-közeli tér környezetét, szennyezettségét is mérte,
4. Induced Environment Contamination Monitor (IECM) – környezetszennyezés mérése, fényképezése,
5. Solar Flare X-ray Polarimeter Experiment (SFXP) – napkitörés vizsgálata,
6. Vehicle Charging and Potential Experiment (VCAP) – az űrsikló elektrosztatikus töltésének mérése,
7. Plasma Diagnostics Package  (PDP) – plazmadiagnosztika,
8. Orbiter Experiment Program (OEX) – az űrsikló aerodinamikai együtthatójának meghatározása,
9. Detailed Supplementary Objective DSO S133 – az űrsikló kiegészítő programjainak ellenőrzése,
10. DSO S134 – kozmikus sugárzás mérése,
11. DSO S142 – az űrhajósok mozgásszervi változásainak mérése,
12. HBT – biotechnológia kísérletek végzése,
13. Passive Optical Sample Assembly (POSA) – az űrsikló passzív adatainak mérése,
14. Monodisperse Latex Reactor (MLR) – részecske előállító reaktor,
15. Az első kereskedelmi kísérletet az Elektroforézis (CFES) vizsgálat,
16. Get Away program (G-001), amely tartalmazott kilenc kísérletet,

### Hetedik nap
1982. július 4-én Kaliforniában az Edwards légitámaszponton szállt le. Összesen 7 napot, 1 órát, 9 percet és 31 másodpercet ( 7.05 nap) töltött a világűrben. 2 900 000 mérföldet repült, 113 alkalommal kerülte meg a Földet.
Egy különlegesen kialakított Boeing 747 tetején visszatért kiinduló bázisára.

## Személyzet
(zárójelben a repülések száma az STS–4-gyel együtt)
- Thomas Mattingly (2), parancsnok
- Henry Hartsfield (1), pilóta

## Külső hivatkozások
- Video highlight